# Dzieje jednego pocisku
Dzieje jednego pocisku – powieść Andrzeja Struga z 1910 roku.

## Opis fabuły
Akcja toczy się w czasie rewolucji 1905 roku. Młody chemik zostaje pozyskany przez organizację rewolucyjną. Chemik ma dla niej produkować materiały wybuchowe niezbędne w akcjach bojowych. Wkrótce potem chemik sporządza bombę, którą przekazuje rewolucjonistce Kamie. Ładunek ma być użyty w zamachu na wysokiego carskiego urzędnika, jednak zamach nie dochodzi do skutku. Od tej pory pocisk trafia z rąk do rąk, przynosząc pecha każdemu, kto go weźmie.
Opisując historię tego pocisku, autor ukazuje sylwetki polskich rewolucjonistów z 1905 roku. Obok jednostek szlachetnych, nie brak wśród nich anarchistów mordujących bez powodu, ludzi załatwiających swoje prywatne porachunki, a także pospolitych bandytów, którzy na rewolucji starają się zarobić. Ostatnie dni rewolucji są niewesołe. Organizacje naszpikowane są agentami ochrany oraz zdrajcami. Ludzie są zniechęceni ciągłym rozlewem krwi i pragną tylko spokoju. Ostatecznie tytułowy pocisk zostaje przechwycony przez carską policję i zdetonowany.
Na podstawie powieści nakręcono film Gorączka. Dzieje jednego pocisku, w reżyserii Agnieszki Holland.